# Charles Rigoulot
Charles Jean Rigoulot (Le Vésinet, 1903. november 3. – Párizs 14. kerülete, 1962. augusztus 22.) olimpiai bajnok francia súlyemelő, autóversenyző, színész. Lánya Dany Rigoulot olimpikon műkorcsolyázó.